# Castiglion Fibocchi
Castiglion Fibocchi település Olaszországban, Toszkána régióban, Arezzo megyében. Lakosainak száma 2093 fő (2023. január 1.). Castiglion Fibocchi Arezzo, Laterina Pergine Valdarno, Loro Ciuffenna, Talla, Terranuova Bracciolini és Capolona községekkel határos.

## Népesség
A település lakossága az elmúlt években az alábbi módon változott:
| Lakosok száma | 2162 | 2147 | 2093 |
|               | 2017 | 2018 | 2023 |